# Dawid Kubacki
Dawid Grzegorz Kubacki (Nowy Targ, 12 maart 1990) is een Poolse schansspringer.

## Carrière
Kubacki maakte zijn wereldbekerdebuut in januari 2009 in Zakopane. Op 1 december 2012 scoorde de Pool in Kuusamo zijn eerste wereldbekerpunten, twee weken later behaalde hij in Engelberg zijn eerste toptienklassering in een wereldbekerwedstrijd. Op de wereldkampioenschappen schansspringen 2013 in Val di Fiemme eindigde Kubacki als twintigste op de grote schans en als 31e op de normale schans, samen met Piotr Żyła, Maciej Kot en Kamil Stoch veroverde hij de bronzen medaille in de landenwedstrijd. In 2014 nam Kubacki deel aan de Olympische Winterspelen 2014 in Sotsji. Hij eindigde 32e op de normale schans.
In maart 2017 won hij met Polen goud op de teamwedstrijd op de grote schans tijdens de Wereldkampioenschappen schansspringen 2017 te Lahti. Individuele wereldbekerzeges behaalde hij nog niet, maar wel heeft hij vijf overwinningen in de Grand Prix op zijn naam staan. In 2018 nam Kubacki een tweede keer deel aan de Olympische winterspelen. Hij eindigde 35e op de normale schans en 10e op de grote schans. Samen met Maciej Kot, Stefan Hula Jr en Kamil Stoch behaalde Kubacki de bronzen medaille in de landenwedstrijd.

## Resultaten

### Olympische Spelen
| Jaar | Plaats      | Resultaten                                              |
| ---- | ----------- | ------------------------------------------------------- |
| 2014 | Sotsji      | 32e normale schans                                      |
| 2018 | Pyeongchang | 35e normale schans · 10e grote schans · landenwedstrijd |

### Wereldkampioenschappen
| Jaar | Plaats        | Resultaten                                        |
| ---- | ------------- | ------------------------------------------------- |
| 2013 | Val di Fiemme | 31e HS106 · 20e HS134 · Team HS134                |
| 2015 | Falun         | 29e HS 134                                        |
| 2017 | Lahti         | Team HS130 · 8e HS100 · 8e HS130                  |
| 2019 | Seefeld       | HS109 · 6e Team HS109 · 12e HS130 · 4e Team HS130 |

### Wereldkampioenschappen skivliegen
| Jaar | Plaats                   | Resultaten              |
| ---- | ------------------------ | ----------------------- |
| 2016 | Tauplitz/Bad Mitterndorf | 15e HS225 5e Team HS225 |
| 2018 | Oberstdorf               | 10e HS235 · Team HS235  |

### Wereldbeker
Eindklasseringen
| Seizoen   | Algm | SV  | 4S   | RAW |
| --------- | ---- | --- | ---- | --- |
| 2010/2011 | –    | –   | 43e  |     |
| 2011/2012 | –    | –   | 63e  |     |
| 2012/2013 | 36e  | 42e | 31e  |     |
| 2013/2014 | 49e  | -   | 55e  |     |
| 2014/2015 | 53e  | -   | 36e  |     |
| 2015/2016 | 29e  | 25e | 35e  |     |
| 2016/2017 | 19e  | 18e | 15e  | 18e |
| 2017/2018 | 9e   | 16e | 6e   | 8e  |
| 2018/2019 | 5e   | 5e  | 4e   | 7e  |
| 2019/2020 | 4e   | 12e | Goud | 16e |

Wereldbekerzeges
| Datum            | Plaats           | Schans      |
| Individueel      | Individueel      | Individueel |
| ---------------- | ---------------- | ----------- |
| 13 januari 2019  | Val di Fiemme    | HS135       |
| 6 januari 2020   | Bischofshofen    | HS140       |
| 18 januari 2020  | Titisee-Neustadt | HS142       |
| 19 januari 2020  | Titisee-Neustadt | HS142       |
| Team             |                  |             |
| 3 december 2016  | Klingenthal      | HS140       |
| 28 januari 2017  | Willingen        | HS145       |
| 27 januari 2018  | Zakopane         | HS140       |
| 17 november 2018 | Wisła            | HS134       |
| 15 februari 2019 | Willingen        | HS145       |
| 23 maart 2019    | Planica          | HS240       |
| 14 december 2019 | Klingenthal      | HS140       |

### Grand Prix
Eindklasseringen
| Jaar | Plaats |
| ---- | ------ |
| 2009 | 68e    |
| 2010 | 5e     |
| 2011 | 46e    |
| 2012 | 8e     |
| 2013 | 24e    |
| 2014 | 43e    |
| 2015 | 5e     |
| 2016 | 13e    |
| 2017 | Goud   |
| 2018 | 8e     |
| 2019 | Goud   |

Zeges
| Datum             | Plaats en schans            |
| ----------------- | --------------------------- |
| 2 augustus 2013   | Wisla HS134 (teamwedstrijd) |
| 25 juli 2014      | Wisla HS134 (teamwedstrijd) |
| 31 juli 2015      | Wisla HS134 (teamwedstrijd) |
| 1 augustus 2015   | Wisla HS134                 |
| 8 augustus 2015   | Hinterzarten HS108          |
| 14 juli 2017      | Wisla HS134 (teamwedstrijd) |
| 15 juli 2017      | Wisla HS134                 |
| 29 juli 2017      | Hinterzarten HS108          |
| 12 augustus 2017  | Courchevel HS135            |
| 1 oktober 2017    | Hinzenbach HS90             |
| 3 oktober 2017    | Klingenthal HS140           |
| 21 juli 2018      | Wisła HS134 (teamwedstrijd) |
| 20 juli 2019      | Wisła HS134 (teamwedstrijd) |
| 29 september 2019 | Hinzenbach HS90             |